# Ретциус, Андерс Яхан
Андерс Яхан Ре́тциус (швед. Anders Jahan Retzius; 3 октября 1742, Кристианстад — 6 октября 1821, приход Церкви Святого Николая, Стокгольм) — шведский ботаник, миколог, зоолог, профессор естествознания, химик и фармацевт.

## Биография
Андерс Яхан Ретциус родился в городе Кристианстад 3 октября 1742 года. Занимал должность профессора естествознания в Лунде. Внёс значительный вклад в ботанику, описав множество видов растений. Андерс Яхан Ретциус умер в Стокгольме 6 октября 1821 года.
Отец анатома Андерса Ретциуса. Его внук академик Магнус Густаф Ретциус (1842-1919).

## Научная деятельность
Андерс Яхан Ретциус специализировался на папоротниковидных, Мохообразных, водорослях, семенных растениях и на микологии.

## Научные работы
- Inledning till djurriket (1772).
- Observationes botanicae (fol.; tr. i Leipzig 1778—1791).
- Florae Scandinaviae prodromus (2 bd, 1779; 2:a uppl. 1795).
- Lectiones publicae de vermibus intestinalibus (1784).
- Försök till mineralrikets uppställning (1795; tysk översättning. 1798).
- Faunae Sueciae a Linné inchoatae pars I (Leipzig, 1800).
- Försök till en flora oeconomica (2 dlr, 1806—1807).
- Observationum in Criticam botanicam C. à Linné specimen primum quod exhibet N.C. Psilander :  [лат.]. — Lundæ : Litteris Berlingianis, 1811. — [2], 16 s.